# アメリカ反リンチ十字軍
アメリカ反リンチ十字軍（アメリカはんリンチじゅうじぐん、英語: American Crusade Against Lynching）は、1946年にポール・ロブスンによって組織されたアメリカ合衆国の反私刑団体である。多くの著名人が参加し、その中の1人にアルベルト・アインシュタインも含まれていた。団体とアインシュタインなどの団体メンバーはFBIによって「共産主義団体」、「共産主義のシンパ（同調者・信奉者）」のレッテルを貼られた。